# The God That Failed
"The God That Failed" é uma canção da banda norte-americana de heavy metal Metallica. É a décima faixa do álbum homônimo de 1991, e foi composta por James Hetfield e pelo baterista Lars Ulrich. A canção nunca foi lançada como single, mas foi a primeira música do álbum a ser ouvida pelo público.

## Composição e gravação
James Hetfield descreveu a canção como "muito boa... Lenta, pesada e feia". O guitarrista Kirk Hammett lembra o início do seu solo na música: "Eu tinha essa coisa toda elaborada, mas não se encaixava, porque o som continha muito blues para a canção, que se caracteriza por verdadeiros riffs pesados e acordes." De acordo com Hammett, ele e o produtor Bob Rock trabalharam o seu solo de guitarra na música. Juntos, eles compuseram uma melodia para que Hammett acrescentasse a harmonia. O produtor sugeriu que isso tornaria o som da música muito "bonita" e recomendou tocar a melodia uma oitava acima. O solo de guitarra final foi compilado depois de mais de uma dúzia performances do guitarrista durante a gravação do álbum. Hammett disse que esse trabalho resultante de seus solos é o seu favorito no álbum.

## Significado
O tema central da canção é a fé e confiança humana sobre ele, e da crença sem recompensa em um Deus que não cicatriza. As letras e o material da canção foram inspirados na angústia que Hetfield sentiu quando sua mãe morreu. Ela morreu de câncer depois de recusar assistência médica, apenas contando com sua crença em Deus para curá-la. Hetfield sentiu que se ela não tivesse seguido suas crenças da Ciência Cristã ela poderia ter sobrevivido.
Paul Martens, um Professor assistente de Religião da Universidade Baylor aponta que a música tem sido admirada por alguns grupos antirreligiosos, como os sites "Alabama Atheist" e "The Secular Web". Martens, no entanto, diz que Hetfield não comemora o fracasso de Deus na música, mas sim culpa Deus, pela fé de sua mãe e a morte, por contribuir para a falta de sentido da vida.